# Dark Continent
Dark Continent är ett svenskt indierockband som bildades i Kristianstad 1986. Bandet släppte två album: Hypocrites for breakfast och Lunch at the back of beyond. Dark Continent turnerade flitigt och nådde vissa framgångar på bland annat MTV med singeln Reaching for Purity.
Dark Continent slutade spela tillsammans 1993 för att återförenas för en sista spelning på Tivolirock 2013. Återföreningskonserten filmades och släpptes även i sin helhet som livealbum. 
Efter återföreningen beslutade bandet att fortsätta och det har resulterat i två nya singlar under 2015. Vertigo tillsammans med Maja Gullstrand och Hotel life and tonic drinks som är en remake där originalet fanns med på debutskivan Hypocrites for breakfast.
27 augusti 2015 släppte Dark Continent en femspårs-EP - Extended Play. Skivan är inspelad i Tambourine Studios i Malmö med Ludwig Böss (Ray Wonder Band of horses) som inspelningsproducent.
20 maj 2016 släppte Dark Continent en cover på Robyns låt Dancing on my own.
Maj 2017 släppte Dark Continent Songs about love and depression digitalt och på vinyl. Plattan innehåller bland annat singeln Love Hate ADHD som är ett samarbete med Hjärnfonders ADHD insamling. Skivan släpptes på Accelerating Blue Fish som även släppte Dark Continents första singel Framed 1989. Distribution via Playground Music.
Maj 2018 släppte Dark Continent singeln "Lights down low" som även gick till final i P4 Nästa.
Juni 2018 gick Dark Continents originalbasist Eric Andersson bort och för att hedra hans minne släpptes "The last punkrocken of Hässleholm" i oktober 2018.

## Medlemmar
- Ola Mohlin - leadsång, gitarr
- Christer Paulstrup - gitarr, sång
- Peter Lindström - bas (Eric Andersson bas, originalmedlem)
- Johan Arvidsson - trummor (Björn Danielsson trummor, originalmedlem)
- Michael Carlquist - keyboard
- Ida Meijer - sång